# 馬德拉鄉村俱樂部莊園 (加利福尼亞州)
馬德拉鄉村俱樂部莊園（英語：Madera Country Club Estates）是位於美國加利福尼亞州馬德拉縣的一個非建制地區。該地的面積和人口皆未知。

## 地理
馬德拉鄉村俱樂部莊園的座標為37°01′34″N 120°03′53″W / 37.02611°N 120.06472°W，而該地的平均海拔高度為90米（即295英尺）。